# ماتياس بير
ماتياس بير (بالألمانية: Matthias Behr)‏ هو مبارز بالسيف ألماني، ولد في 1 أبريل 1955 في تاوبربيشوفسهايم في ألمانيا.

## وصلات خارجية
- ماتياس بير على موقع أوليمبيديا (الإنجليزية)